# Mac OS 8
Mac OS 8 és un sistema operatiu d'Apple per a ordinadors Macintosh. Va sortir a la venda el 26 de juliol del 1997 (Setembre de 1997 a Espanya), sis anys després del System 7. Aquesta nova versió fou tot un èxit de vendes, aconseguint 1.2 milions de còpies venudes durant les dues primeres setmanes.

## Històric de versions
| Versió | Data Publicació       | Canvis                                                    | Ordinador          | Nom                  | Preu                   |
| ------ | --------------------- | --------------------------------------------------------- | ------------------ | -------------------- | ---------------------- |
| 8.0    | 26 de juliol de 1997  | Versió inicial                                            | Power Macintosh G3 | Tempo                | US$99                  |
| 8.1    | 19 de gener de 1998   | Sistema de fitxers HFS+                                   | iMac (Bondi Blue)  | Bride of Buster      | Actualització gratuïta |
| 8.5    | 17 d'octubre de 1998  | Solament PPC, Sherlock, Temes, icones de 32 bits          | iMac (Bondi Blue)  | Allegro              | US$99                  |
| 8.5.1  | 7 de desembre de 1998 | Crash, memory leaks and data corruption fixes             | iMac (5 sabors)    | The Ric Ford Release | Actualització gratuïta |
| 8.6    | 10 de maig de 1999    | Nou microkernel per suportar Multiprocessing Services 2.0 | iBook              | Veronica             | Actualització gratuïta |
| Versió | Data Publicació       | Canvis                                                    | Ordinador          | Nom                  | Preu                   |

## Compatibilitat
| Model Macintosh                   | 8.0                               | 8.1                               | 8.5                               | 8.6                               |
| --------------------------------- | --------------------------------- | --------------------------------- | --------------------------------- | --------------------------------- |
| Centris/Quadra 600 series         | si                                | si                                | no                                | no                                |
| Quadra 700/800/900 series         | si                                | si                                | no                                | no                                |
| Macintosh LC 475                  | si                                | si                                | no                                | no                                |
| Macintosh LC 575                  | si                                | si                                | no                                | no                                |
| Macintosh LC 580                  | si                                | si                                | no                                | no                                |
| Power Macintosh 6100              | si                                | si                                | si                                | si                                |
| Power Macintosh 7100              | si                                | si                                | si                                | si                                |
| Power Macintosh 8100              | si                                | si                                | si                                | si                                |
| PowerBook 190                     | si                                | si                                | no                                | no                                |
| PowerBook 520                     | si                                | si                                | no                                | no                                |
| PowerBook 540                     | si                                | si                                | no                                | no                                |
| PowerBook Duo 2300                | si                                | si                                | si                                | si                                |
| PowerBook 5300                    | si                                | si                                | si                                | si                                |
| PowerBook 1400                    | si                                | si                                | si                                | si                                |
| PowerBook 3400                    | si                                | si                                | si                                | si                                |
| Power Macintosh 5200              | si                                | si                                | si                                | si                                |
| Power Macintosh 5300              | si                                | si                                | si                                | si                                |
| Power Macintosh 5400              | si                                | si                                | si                                | si                                |
| Power Macintosh 5500              | si                                | si                                | si                                | si                                |
| Power Macintosh 4400              | si                                | si                                | si                                | si                                |
| Power Macintosh 6200              | si                                | si                                | si                                | si                                |
| Power Macintosh 6300              | si                                | si                                | si                                | si                                |
| Power Macintosh 6400              | si                                | si                                | si                                | si                                |
| Power Macintosh 6500              | si                                | si                                | si                                | si                                |
| Power Macintosh 7200              | si                                | si                                | si                                | si                                |
| Power Macintosh 7300              | si                                | si                                | si                                | si                                |
| Power Macintosh 7500              | si                                | si                                | si                                | si                                |
| Power Macintosh 8500              | si                                | si                                | si                                | si                                |
| Power Macintosh 7600              | si                                | si                                | si                                | si                                |
| Power Macintosh 8600              | si                                | si                                | si                                | si                                |
| Power Macintosh 9600              | si                                | si                                | si                                | si                                |
| Twentieth Anniversary Macintosh   | si                                | si                                | si                                | si                                |
| Power Macintosh G3 All-In-One     | si                                | si                                | si                                | si                                |
| Power Macintosh G3                | si: Algunes màquines específiques | si                                | si                                | si                                |
| Power Macintosh G3 Blue and White | no                                | no                                | si: Algunes màquines específiques | si                                |
| iMac G3                           | no                                | si: Algunes màquines específiques | si                                | si                                |
| iMac G3 (266 MHz, 333 MHz)        | no                                | no                                | si                                | si                                |
| iMac G3 (Slot Loading)            | no                                | no                                | no                                | si: Algunes màquines específiques |
| Power Macintosh G4 (PCI Graphics) | no                                | no                                | no                                | si: Algunes màquines específiques |
| Power Macintosh G4 (AGP Graphics) | no                                | no                                | no                                | si: Algunes màquines específiques |
| PowerBook G3                      | no                                | si                                | si                                | si                                |
| PowerBook G3 Series               | no                                | si                                | si                                | si                                |
| iBook                             | no                                | no                                | no                                | si: Algunes màquines específiques |
| Model Macintosh                   | 8.0                               | 8.1                               | 8.5                               | 8.6                               |